# Leucolepis
Leucolepis là một chi rêu trong họ Mniaceae.